# Zudem ist der Traum oft Realität genug
Pour plus de détails, voir Fiche technique et Distribution.
Zudem ist der Traum oft Realität genug est un film documentaire helvético-allemand réalisé par Matthias Leupold et Jérôme Depierre, sorti en 2019.
Le documentaire relate la vie et l'œuvre du photographe suisse Hugo Jaeggi. Il focalise l'art photographique de Jaeggi, qui décrit ses images et parle de leur création. Ses compagnons Martin Gasser (de) (curateur de la Fondation suisse pour la photographie) et le journaliste Peter Jaeggi (de) sont interviewés. Le titre du film fait référence aux « rêves visuellement puissants » qui caractérisent ses photographies: « Un aperçu du monde émotionnel avec lequel il éprouve et traverse encore et toujours ses relations familiales et les abîmes de sa vie ».
Depierre et Leupold avaient l'intention de rendre hommage à l'héritage photographique de Jaeggi. Le photographe était connu pour capturer l'âme des personnes qu'il photographiait avec un œil documentaire sensible. Le film montre comment Jaeggi interagit avec les personnes et les situations afin de créer des photographies qui racontent ce qui est « inédit ».
Le film a été présenté en avant-première le 24 mai 2019 à Venice (Los Angeles) et a été diffusé à la télévision suisse et dans des cinémas d'art et d'essai allemandes et suisses.